# Megastylus
Megastylus är ett släkte av steklar som beskrevs av Jørgen Matthias Christian Schiødte 1838. Megastylus ingår i familjen brokparasitsteklar.

## Dottertaxa tillMegastylus, i alfabetisk ordning[1][2]
- Megastylus aethiopicus
- Megastylus amoenus
- Megastylus annulatus
- Megastylus artus
- Megastylus atratus
- Megastylus bimaculatus
- Megastylus caseyi
- Megastylus compactus
- Megastylus cruentator
- Megastylus elegans
- Megastylus excubitor
- Megastylus facialis
- Megastylus fallax
- Megastylus flavopictus
- Megastylus hirticornis
- Megastylus impressor
- Megastylus kuslitzkii
- Megastylus longicoxis
- Megastylus mascarensis
- Megastylus mihajlovici
- Megastylus multicolor
- Megastylus nudus
- Megastylus orbitator
- Megastylus panamensis
- Megastylus pectoralis
- Megastylus petilus
- Megastylus pleuralis
- Megastylus princeps
- Megastylus semiluteus
- Megastylus similis
- Megastylus suecicus
- Megastylus tenellus
- Megastylus transsylvanicus
- Megastylus vagabundus